# Seseli braunii
Seseli braunii är en flockblommig växtart som först beskrevs av fader Sennen, och fick sitt nu gällande namn av Minosuke Hiroe. Seseli braunii ingår i släktet säfferötter, och familjen flockblommiga växter. Inga underarter finns listade i Catalogue of Life.